# Голергант, Тали
Тали Голергант (ивр. טלי גולרגנט‎, род. 26 ноября 2000,  Иерусалим, Израиль), известная мононимно как Тали — люксембургская певица, автор песен, актриса и преподавательница вокала израильского происхождения. Представительница Люксембурга на конкурсе песен «Евровидение-2024» с песней «Fighter», заняла 13 место .

## Биография
Тали Голергант родилась в Израиле в семье перуанского еврея и матери-израильтянки. Из-за работы своего отца она переезжала с семьей в Чили, Аргентину и другие страны, пока они наконец не поселились в городе Лимпертсберге в Люксембурге, где певица прожила десять лет. Она начала играть на фортепиано в возрасте 7 лет, начала петь, писать песни и выступать в театре в возрасте 12 лет. Тали получила образование в Международной школе Люксембурга, после чего переехала в Нью-Йорк для того, чтобы изучать музыкальный театр в Манхэттенском колледже Marymount.
Певица свободно владеет английским, ивритом и испанским языками, а также может общаться на французском и немецком языках.

## Карьера
Тали выпустила свой дебютный сингл в возрасте 16 лет, после чего в 2021 году вышел её дебютный альбом «Lose You». Вместе со своей собственной группой она посещала местные заведения в Нью-Йорке, в частности, Rockwood Music Hall, Mercury Lounge, Arlene's Grocery и Delancey Street. Кроме того, певица продолжила карьеру театральной актрисы, среди прочих сыграв Цейтель в мюзикле «Скрипач на крыше», Сью Снелл в «Керри» и Эпонин в «Отвержении». Также она снялась в независимом короткометражном фильме «Agua».
В декабре 2023 года Тали Голергант стала одним из восьми финалистов Люксембургского песенного конкурса, национального отбора на Песенный конкурс Евровидения 2024. Позже, 9 января 2024 года, стало известно, что она будет соревноваться с песней «Fighter». Тали выиграла отбор и получила право представлять страну на конкурсе. Она стала первой участницей Люксембурга с 1993 года после возвращения страны на Евровидение.

### Музыка
Певица описывает свою музыку как смесь поп-музыки, инди и R&B. Она называет Лиззи Макэлпин, Сару Бареллис и Леди Гагу своим музыкальным влиянием.